# Нгаванг Сунграб Тхутоб

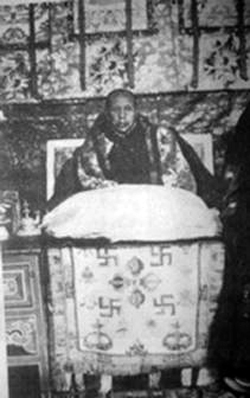

Нгаванг Сунграб Тхутоб (ок. 1874 — ок. 1952) — тибетский политический и религиозный деятель, 3-й Тангдраг Ринпоче, фактический правитель (регент) Тибета в 1941—1950 годах.
Дата и место рождения Нгаванга неизвестны. В 1893 году он принял последние обеты перед началом монашеской жизни, в 1903 году получил высшую для геше школы гелуг буддийскую учёную степень лха рамс па, в 1924 году стал ответственным за изготовление копий Ганджура в монастыре Глинг Кха; в 1926 году стал приближённым Далай-ламы XIII с титулом мтшан-чжаба, в 1932 году — настоятелем монастыря в Радбру. В молодости он обучал сутрам Лосанга Еше Намгуеля, будущего Йонне-ламу, впоследствии ставшего членом тибетского кашага от буддийского духовенства. Именно по протекции последнего, относившегося к Нгавангу с большим уважением, он в первой половине XX века сначала обучал сутрам Джампэла Еше, 5-го Ретинг Римпоче, а в 1938 году был назначен заместителем последнего в деле воспитания Далай-ламы XIV, которого также обучал сутрам.
16 января 1941 года Джампэл, являвшийся регентом Тибета и в 1938 и 1939 годах уже подававший кашагу прошение об отставке, под давлением ряда влиятельных деятелей и британских агентов в Тибете временно сложил с себя полномочия фактического правителя страны и передал их Нгавангу на срок от двух до трёх лет, удалившись в монастырь Ретинг и, по некоторым данным, планируя совершить в этот период паломничество в Индию.
Первоначально у власти осталось много сторонников Джампэла, активно пытавшегося установить контакты с Гоминьданом, но в скором времени Нгаванг начал проводить открыто пробританскую политику, одновременно стремясь укрепить независимость Тибета. В июле 1942 года кашаг объявил об учреждении Бюро иностранных дел, в функции которого входили все переговоры с иностранными державами (включая Китай, осуществлявший контакты с Тибетом через Комиссию по делам Тибета и Монголии), дабы не допускать своих прямых контактов с ними; это вызвало резкую критику в Китае и в итоге привело к скорой ликвидации данной структуры.
В декабре 1944 года Джампэл возвратился в Лхасу и посетил церемонию открытия нового главного зала монастыря Сэра, на которой потребовал у Нгаванга возвратить ему титул регента, однако тот отказался передать власть, хотя некоторые авторитетные представители духовенства из Сэры выступили на стороне Джампэла. Вместе с тем существенная часть тибетских сановников с осторожностью относилась к возможности возвращения прежнего регента к власти, что обусловило недостаточную его поддержку.
В 1946 году Нгаванг самолично присвоил себе высокий титул хутухта, что стало первым подобным прецедентом в тибетской истории. В марте 1947 года по его приказу тибетская делегация была отправлена на конференцию по международным отношениям в азиатском регионе, проходившую с марта по апрель в Индии.
В начале 1947 года Джампэл тайно отправил послов в Китай к гоминьдановским властям, надеясь заручиться их помощью в восстановлении своей власти. Узнав об этом, Нгаванг отправил в погоню за ними отряд, возглавлявшийся двумя калонами (светскими членами кашага) и одним военачальником; послы были схвачены и арестованы. Эти события привели к серьёзному протесту среди монахов Сэры, убивших своего настоятеля Джедра Кхан Кхенпо, отказавшегося защитить Джампэла и поддержавшего Нгаванга; страна оказалась на грани гражданской войны, и в итоге кашаг послал войска для подавления восстания в Сэре. Джампэл вскоре после этого был арестован по предположительно сфабрикованному обвинению в незаконной связи с замужней женщиной и нарушении тем самым монашеских обетов .7 мая 1947 года он скончался в темнице дворца Потала при невыясненных обстоятельствах — либо от отравления, либо от пыток.
В 1948 году Нгаванг планировал отправить посольство в Индию, США и страны Европы, дабы добиваться признания ими независимости Тибета, а в июле 1949 года кашаг по его распоряжению приказал китайским гоминьдановским послам покинуть Лхасу. На рубеже 1940-х и 1950-х годов Нгаванг пытался укрепить мощь слабой тибетской армии и, в частности, закупал оружие и боеприпасы у Великобритании.
После разгрома тибетской армии в битве у Чамдо 8 ноября 1950 года и протестов реформистов в Тибете, требовавших передать непосредственную власть над страной Далай-ламе, Нгаванг сложил с себя полномочия регента, сказав при этом, что отставка для него «не более болезненна, чем песок, попавший в глаза». Обстоятельства смерти Нгаванга точно не установлены: согласно китайским источникам, он скончался зимой 1951 года в монастыре в районе Дёлунгдечен, тогда как в западных годом смерти чаще всего указывается 1952. В современном Китае Нгаванг рассматривается как сторонник рабства (в одном из источников указывается, что в его личном владении находился минимум 81 крепостной) и пробритански настроенный предатель тибетского народа.